# Ењвил (Мерт и Мозел)
Ењвил (фр. Haigneville) насеље је и општина у североисточној Француској у региону Лорена, у департману Мерт и Мозел која припада префектури Линевил.
По подацима из 2011. године у општини је живело 55 становника, а густина насељености је износила 19,3 становника/km². Општина се простире на површини од 2,85 km². Налази се на средњој надморској висини од 294 метара (максималној 406 m, а минималној 249 m).

## Демографија
| 1962. | 1968. | 1975. | 1982. | 1990. | 1999. | 2011. |
| ----- | ----- | ----- | ----- | ----- | ----- | ----- |
| 34    | 38    | 35    | 25    | 30    | 39    | 55    |

График промене броја становника у току последњих година